# Punto crítico (novela)
Punto crítico (Airframe), es una novela de ciencia ficción, escrita por Michael Crichton en 1996, que trata sobre los diferentes intereses que entran en juego alrededor de un pequeño accidente aéreo con varias víctimas mortales. Trata temas como la tergiversación de la prensa y el amarillismo, los intereses económicos de una empresa constructora de aeronaves y su aparato burócrata y mediático, los de las aerolíneas...

## Sinopsis y argumento
El accidente de un avión comercial («N-22»), de la Transpacific Airlines, llega en el peor momento para la compañía aeronáutica Norton Aircraft. La publicidad e información que ofrece la prensa, junto con las investigaciones internas y de los organismos oficiales implicados, pueden dar al traste con un futuro y vital contrato de la Norton. Casey Singleton, máximo representante de Control de Calidad del Comité de Accidentes de Norton Aircraft, se verá envuelta en una trama que subyace tras la investigación del accidente mientras intenta mantener a raya a la prensa.

## Personajes
- Charley Norton (solo referencias): Aviador, pionero y leyenda de la aviación en los años 30, fundador y dueño de la Norton Aircraft.
- Casey Singleton: Vicepresidenta del Departamento de Control de Calidad de la Norton Aircraft y portavoz del CC en relaciones con la prensa. Esposa de un ingeniero aeronáutico, ahora está separada y a cargo de su única hija: Allison.
- John Marder: Jefe de operaciones (vicepresidente de facto) de Norton Aircraft y yerno de Charley Norton, dueño de la compañía.
- Bob Richman: Sobrino de Charley Norton y ayudante temporal de Casey.

### Vídeos
- Vídeo de la entrevista sobre Airframe en YouTube. en el late-night de Charlie Rose el 26 de diciembre de 1996.

- Datos: Q249407